# حكومة الحبيب الصيد
حكومة الحبيب الصيد هي حكومة تونسية برئاسة الحبيب الصيد. أعطاها مجلس نواب الشعب الثقة في 5 فبراير 2015 وبدأت مهامها في اليوم الذي يليه.
- التشكيل الأول: تكونت هذه الحكومة في الأول من 40 عضو بينهم 8 نساء. تتكون من 23 وزير و3 وزراء معتمدين و14 كاتب دولة، وهي تضم سياسيين ومستقلين وشخصيات من المجتمع المدني. ولكن عدة أحزاب تعد من أهم الأحزاب في المجلس قررت عدم منحها الثقة وهم حركة النهضة وآفاق تونس والجبهة الشعبية والمؤتمر من أجل الجمهورية، لذلك تم تأجيل عرضها على المجلس لاعطائها الثقة الذي كان مقررا في 27 يناير 2015.
- التشكيل الثاني: قرر الحبيب الصيد القيام بدورة ثانية من المشاورات لجمع أكبر قاعدة مساندة ممكنة في المجلس. في 2 فبراير أعلن الصيد عن تشكيلته الثانية وأضاف فيها ممثلين عن أحزاب نداء تونس والاتحاد الوطني الحر وحركة النهضة وآفاق تونس وكذلك مستقلين. تكونت هذه الحكومة في الأول من 42 عضو بينهم 8 نساء. تتكون من 25 وزير و3 وزراء معتمدين و14 كاتب دولة.

في 5 فبراير 2015 وبعد بدأ النقاش مع أعضاء مجلس نواب الشعب لمدة يومين (4 و5 يناير)، تم التصويت لإعطاء الثقة للحكومة بأغلبية 166 صوت مع و30 لا و8 محتفظ بمجموع 204 نائب حاضر من جملة 217 نائب في المجلس.
سياسيا، يمثل المستقلون في هذه الحكومة 54.8% (23 من جملة 42) مقابل 45.2% للأحزاب (19 من 42)، وحزبيا يوجد 8 أعضاء للنداء و4 للنهضة و3 للوطني الحر و3 لأفاق و1 للحركة الوطنية.
| الكتلة  | الكتلة              | مع  | ضد | محايد (محتفظ) | المجموع    |
| ------- | ------------------- | --- | -- | ------------- | ---------- |
|         | نداء تونس           | 79  | 1  | 4             | 84 من 86   |
|         | حركة النهضة         | 58  | 0  | 3             | 61 من 69   |
|         | الاتحاد الوطني الحر | 16  | 0  | 0             | 16 من 16   |
|         | الجبهة الشعبية      | 0   | 14 | 0             | 14 من 15   |
|         | آفاق تونس           | 7   | 0  | 0             | 7 من 8     |
|         | آخرين               | 7   | 15 | 1             | 23 من 23   |
| المجموع | المجموع             | 167 | 30 | 8             | 205 من 217 |

## تشكيلة الحكومة الأولى

### الوزراء
| الصورة | الحقيبة الوزارية                            | الاسم               |  | الحزب               |
| ------ | ------------------------------------------- | ------------------- |  | ------------------- |
|        | رئيس الحكومة                                | الحبيب الصيد        |  | مستقل               |
|        | وزير الدفاع الوطني                          | فرحات الحرشاني      |  | مستقل               |
|        | وزير الداخلية                               | محمد الناجم الغرسلي |  | مستقل               |
|        | وزير الخارجية                               | الطيب البكوش        |  | نداء تونس           |
|        | وزير العدل                                  | محمد صالح بن عيسى   |  | مستقل               |
|        | وزير الشؤون الدينية                         | عثمان بطيخ          |  | مستقل               |
|        | وزير المالية                                | سليم شاكر           |  | نداء تونس           |
|        | وزير التنمية والاستثمار والتعاون الدولي     | ياسين إبراهيم       |  | آفاق تونس           |
|        | وزير أملاك الدولة والشؤون العقارية          | حاتم العشي          |  | الاتحاد الوطني الحر |
|        | وزير التربية                                | ناجي جلول           |  | نداء تونس           |
|        | وزير التعليم العالي والبحث العلمي           | شهاب بودن           |  | مستقل               |
|        | وزيرة التشغيل والتكوين المهني               | زياد العذاري        |  | حركة النهضة         |
|        | وزير الشؤون الإجتماعية                      | أحمد عمار الينباعي  |  | مستقل               |
|        | وزير الصحة                                  | سعيد العايدي        |  | نداء تونس           |
|        | وزيرة الثقافة والمحافظة على التراث          | لطيفة لخضر          |  | مستقل               |
|        | وزيرة المرأة والأسرة والطفولة               | سميرة مرعي          |  | آفاق تونس           |
|        | وزير الشباب والرياضة                        | ماهر بن ضياء        |  | الاتحاد الوطني الحر |
|        | وزير الفلاحة والموارد المائية والصيد البحري | سعد الصديق          |  | مستقل               |
|        | وزير البيئة والتنمية المستديمة              | نجيب درويش          |  | الاتحاد الوطني الحر |
|        | وزير الصناعة والطاقة والمناجم               | زكرياء حمد          |  | مستقل               |
|        | وزيرة التجارة والصناعات التقليدية           | رضا لحول            |  | مستقل               |
|        | وزير التجهيز والإسكان والتهيئة الترابية     | محمد صالح العرفاوي  |  | مستقل               |
|        | وزير النقل                                  | محمود بن رمضان      |  | نداء تونس           |
|        | وزيرة السياحة                               | سلمى اللومي الرقيق  |  | نداء تونس           |
|        | وزير تكنولوجيات الاتصال والاقتصاد الرقمي    | نعمان الفهري        |  | آفاق تونس           |

### وزراء معتمدون
| الصورة | الحقيبة الوزارية                                                         | معتمد لدى    | الاسم         | اللون | الحزب     |
| ------ | ------------------------------------------------------------------------ | ------------ | ------------- | ----- | --------- |
|        | وزير لدى رئيس الحكومة مكلف بالعلاقات مع مجلس نواب الشعب                  | رئيس الحكومة | لزهر العكرمي  |       | نداء تونس |
|        | وزير لدى رئيس الحكومة مكلف بالعلاقة مع الهيئات الدستورية والمجتمع المدني | رئيس الحكومة | كمال الجندوبي |       |           |
|        | الكاتب العام للحكومة والناطق الرسمي للحكومة التونسية                     | رئيس الحكومة | أحمد زروق     |       | نداء تونس |

### كتاب الدولة
| الصورة | الحقيبة الوزارية                                    | معتمد لدى                                   | الاسم              |  | الحزب                       |
| ------ | --------------------------------------------------- | ------------------------------------------- | ------------------ |  | --------------------------- |
|        | كاتب الدولة للأمن                                   | وزير الداخلية                               | رفيق الشلي         |  | مستقل                       |
|        | كاتب الدولة للشؤون المحلية                          | وزير الداخلية                               | الهادي المجدوب     |  | مستقل                       |
|        | كاتب دولة                                           | وزير الشؤون الخارجية                        | محمد الزين شلايفة  |  | مستقل                       |
|        | كاتب الدولة للشؤون العربية والإفريقية               | وزير الشؤون الخارجية                        | التوهامي العبدولي  |  | حزب الحركة الوطنية التونسية |
|        | كاتبة الدولة                                        | وزير المالية                                | بثينة بن يغلان     |  | حركة النهضة                 |
|        | كاتبة دولة                                          | وزير التنمية والاستثمار والتعاون الدولي     | لمياء الزريبي      |  | مستقل                       |
|        | كاتبة دولة مكلفة بالتعاون الدولي                    | وزير التنمية والاستثمار والتعاون الدولي     | آمال عزوز          |  | حركة النهضة                 |
|        | كاتب الدولة مكلف بشؤون الهجرة والإدماج الاجتماعي    | وزير الشؤون الإجتماعية                      | بلقاسم الصابري     |  | مستقل                       |
|        | كاتبة الدولة مكلفة بملف شهداء وجرحى الثورة التونسية | وزير الشؤون الإجتماعية                      | ماجدولين الشارني   |  | مستقل                       |
|        | كاتب الدولة مكلف بتأهيل المؤسسات الإستشفائية        | وزير الصحة                                  | نجم الدين الحمروني |  | حركة النهضة                 |
|        | كاتب الدولة مكلف بالشباب                            | وزير الشباب والرياضة                        | شكري التارزي       |  | مستقل                       |
|        | كاتبة الدولة للإنتاج الفلاحي                        | وزير الفلاحة والموارد المائية والصيد البحري | أمال النفطي        |  | مستقل                       |
|        | كاتب الدولة للصيد البحري                            | وزير الفلاحة والموارد المائية والصيد البحري | يوسف الشاهد        |  | نداء تونس                   |
|        | كاتب الدولة مكلف بالاسكان                           | وزير التجهيز والإسكان والتهيئة الترابية     | أنيس غديرة         |  | نداء تونس                   |

## التحوير الوزاري في 6 يناير 2016
في 6 يناير 2016، أعلن الحبيب الصيد عن تحوير وزاري شمل إلغاء كامل مناصب كتاب الدولة.

### الوزراء
الأسماء بالغليظ هم الوزراء الجدد، والأسماء بالمائل هم وزراء غيرت مناصبهم فقط.
| الصورة | الحقيبة الوزارية                              | الاسم              |  | الحزب               |
| ------ | --------------------------------------------- | ------------------ |  | ------------------- |
|        | رئيس الحكومة                                  | الحبيب الصيد       |  | مستقل               |
|        | وزير الدفاع الوطني                            | فرحات الحرشاني     |  | مستقل               |
|        | وزير الداخلية                                 | الهادي المجدوب     |  | مستقل               |
|        | وزير الخارجية                                 | خميس الجهيناوي     |  | مستقل               |
|        | وزير العدل                                    | عمر منصور          |  | مستقل               |
|        | وزير الشؤون الدينية                           | محمد خليل          |  | مستقل               |
|        | وزير الشؤون المحلية                           | يوسف الشاهد        |  | نداء تونس           |
|        | وزير المالية                                  | سليم شاكر          |  | نداء تونس           |
|        | وزير التنمية والاستثمار والتعاون الدولي       | ياسين إبراهيم      |  | آفاق تونس           |
|        | وزير أملاك الدولة والشؤون العقارية            | حاتم العشي         |  | الاتحاد الوطني الحر |
|        | وزير التربية                                  | ناجي جلول          |  | نداء تونس           |
|        | وزير التعليم العالي والبحث العلمي             | شهاب بودن          |  | مستقل               |
|        | وزيرة التشغيل والتكوين المهني                 | زياد العذاري       |  | حركة النهضة         |
|        | وزير الشؤون الإجتماعية                        | محمود بن رمضان     |  | نداء تونس           |
|        | وزير الصحة                                    | سعيد العايدي       |  | نداء تونس           |
|        | وزيرة الثقافة والمحافظة على التراث            | سنية مبارك         |  | مستقل               |
|        | وزيرة المرأة والأسرة والطفولة                 | سميرة مرعي         |  | آفاق تونس           |
|        | وزير الشباب والرياضة                          | ماهر بن ضياء       |  | الاتحاد الوطني الحر |
|        | وزير الفلاحة والموارد المائية والصيد البحري   | سعد الصديق         |  | مستقل               |
|        | وزير البيئة والتنمية المستديمة                | نجيب درويش         |  | الاتحاد الوطني الحر |
|        | وزير الصناعة                                  | زكرياء حمد         |  | مستقل               |
|        | وزير الطاقة والمناجم                          | منجي مرزوق         |  | مستقل               |
|        | وزيرة التجارة                                 | محسن حسن           |  | الاتحاد الوطني الحر |
|        | وزير التجهيز والإسكان والتهيئة الترابية       | محمد صالح العرفاوي |  | مستقل               |
|        | وزير النقل                                    | أنيس غديرة         |  | نداء تونس           |
|        | وزيرة السياحة والصناعات التقليدية             | سلمى اللومي الرقيق |  | نداء تونس           |
|        | وزير تكنولوجيات الاتصال والاقتصاد الرقمي      | نعمان الفهري       |  | آفاق تونس           |
|        | وزير الوظيفة العمومية والحوكمة ومكافحة الفساد | كمال العيادي       |  | مستقل               |

### وزراء معتمدون
| الصورة | الحقيبة الوزارية                                                                        | معتمد لدى    | الاسم              | اللون | الحزب     |
| ------ | --------------------------------------------------------------------------------------- | ------------ | ------------------ | ----- | --------- |
|        | مستشارا لدى رئيس الحكومة مكلفا باليقظة والاستشراف                                       | رئيس الحكومة | نجم الدين الحمروني |       | مستقل     |
|        | وزير لدى رئيس الحكومة مكلف بالعلاقات مع مجلس نواب الشعب والناطق الرسمي للحكومة التونسية | رئيس الحكومة | خالد شوكات         |       | نداء تونس |
|        | وزير لدى رئيس الحكومة مكلف بالعلاقة مع الهيئات الدستورية والمجتمع المدني وحقوق الإنسان  | رئيس الحكومة | كمال الجندوبي      |       | مستقل     |
|        | وزير لدى رئيس الحكومة بمهمة الكاتب العام للحكومة                                        | رئيس الحكومة | أحمد زروق          |       | نداء تونس |

## إحصائيات

### الحكومة الأولى
- عدد الوزراء: 27.
- عدد كتاب الدولة: 14.
- عدد النساء: 8.
- متوسط العمر: 55.3 سنة.
- أصغر وزير: زياد العذاري (40 سنة)، ماجدولين الشارني (كاتبة دولة، 34).
- أكبر وزير: عثمان بطيخ (74 سنة).

| نداء تونس           | 10 |
| حركة النهضة         | 4  |
| آفاق تونس           | 3  |
| الاتحاد الوطني الحر | 3  |
| مستقلين             | 22 |

### بعد التعديل الوزاري
- عدد الوزراء: 31.
- عدد كتاب الدولة: 0.
- عدد النساء: 3.
- متوسط العمر: 53.3 سنة.
- أصغر وزير: يوسف الشاهد (40 سنة)، زياد العذاري (40).
- أكبر وزير: محمود بن رمضان (67 سنة).

| نداء تونس           | 9  |
| الاتحاد الوطني الحر | 4  |
| آفاق تونس           | 3  |
| حركة النهضة         | 1  |
| مستقلين             | 14 |

## التغييرات
- في 5 أكتوبر 2015، أعلن لزهر العكرمي، الوزير لدى رئيس الحكومة المكلف بالعلاقات مع مجلس نواب الشعب استقالته لأسباب شخصية، وقبلها رئيس الحكومة من الغد في 6 أكتوبر.[3]
- في 20 أكتوبر 2015، قرر رئيس الحكومة الحبيب الصيد إعفاء وزير العدل محمد صالح بن عيسى من مهامه، وأن يشغل وزير الدفاع فرحات الحرشاني مؤقتا مهام وزير العدل.[4]
- في 1 ديسمبر 2015، قرر الحبيب الصيد إعفاء رفيق الشلي، كاتب الدولة لدى وزير الداخلية المكلف بالشؤون الأمنية.[5]

## التمثيل النسائي
يوجد 8 نساء في هذه الحكومة من جملة 41 عضو وهم:
- سلمى اللومي الرقيق: وزيرة السياحة.
- سميرة مرعي: وزيرة المرأة.
- لطيفة لخضر: وزيرة الثقافة.
- بثينة بن يغلان: كاتبة دولة لدى وزير المالية.
- لمياء الزريبي: كاتبة دولة لدى وزير التنمية والتعاون الدولي.
- آمال عزوز: كاتبة دولة مكلفة بالتعاون الدولي لدى وزير التنمية والتعاون الدولي.
- آمال النفطي: كاتبة دولة للإنتاج الفلاحي لدى وزير الفلاحة.
- ماجدولين الشارني: كاتبة دولة مكلفة بملف شهداء وجرحى الثورة التونسية.

بعد التحوير الوزاري في 6 يناير 2016، لم يعد في الحكومة سوى 3 وزيرات، وهن سنية مبارك (وزيرة الثقافة) وسلمى اللومي الرقيق (وزيرة السياحة) وسميرة مرعي (وزيرة المرأة). ولذلك غادرت لطيفة لخضر بعد تعويضها بسنية مبارك، وتم إلغاء جميع مناصب كتاب الدولة لذلك النساء الخمسة اللواتي كن كاتبات دولة غادرن الحكومة وهن بثينة بن يغلان وآمال عزوز ولمياء الزريبي وآمال النفطي وماجدولين الشارني.